# Hedwig and the Angry Inch
Hedwig and the Angry Inch (Brasil: Hedwig - Rock, Amor e Traição / Portugal: Hedwig - A Origem do Amor) é um filme musical cômico estadunidense dirigido e estrelado por John Cameron Mitchell.

## Sinopse
Uma adaptação da aclamada peça homônima do circuito off-Broadway, o filme "Hedwig - Rock, Amor e Traição" conta a história de uma cantora de rock ´internacionalmente ignorada`, Hedwig, e sua busca pelo estrelato e pelo amor, e assinala a estréia na direção de John Cameron Mitchell que, juntamente com o autor da trilha sonora, Stephen Trask, escreveu e estrelou a bem-sucedida montagem teatral.
Hedwig, cantora de rock`n roll, nasceu homem e se chamava Hansel, cresceu com sua mãe na Alemanha Oriental e passou a maior parte de seu tempo ouvindo a Rádio das Forças Armadas Americanas.
Quando tinha apenas seis anos, sua mãe, uma mulher amarga que dava aulas de escultura a deficientes, contou a ele uma história sobre a origem do amor. A história era baseada num mito grego segundo o qual, originalmente, as pessoas eram dotadas de dois pares de braços e de pernas, e de dois rostos. Acontece que os deuses temiam seu poder e, então, Zeus lançou um raio que dividiu as pessoas em duas e as condenou a vagar pela Terra procurando suas metades perdidas. O sentimento que se tinha ao encontrar a outra metade era o amor. Desse dia em diante, Hedwig decidiu que encontraria sua metade perdida. 
A oportunidade de realizar seu sonho surge quando Hedwig conhece Luther, um doce recruta americano, que se declara apaixonado por ele e o pede em casamento, prometendo levá-lo para os Estados Unidos a terra da liberdade. Há apenas um problema: é que para poder se casar com Luther Hedwig teria de se submeter a uma cirurgia para troca de sexo. Persuadido por sua mãe, e embora relutante, ele concorda; a operação, porém, não corre da melhor forma, o que é retratado na música "Angry Inch". Hansel torna-se Hedwig.

## Elenco pincipal
- John Cameron Mitchell…Hedwig Robinson ⇐> Hansel
- Miriam Shor…Yitzhak
- Stephen Trask…	Skszp - Membro da banda
- Theodore Liscinski …Jacek - Membro da banda
- Rob Campbell…	Krzysztof - Membro da banda
- Michael Aronov…Schlatko - Membro da banda
- Andrea Martin…Phyllis Stein
- Ben Mayer-Goodman…Hansel - com 6 anos
- Alberta Watson…Mãe do Hansel
- Gene Pyrz…Pai do Hansel
- Michael Pitt…Tommy Gnosis
- Karen Hines…Tommy's Publicist
- Max Toulch…Goth Menses Boy
- Maurice Dean Wint…Sgt. Luther Robinson
- Ermes Blarasin…	Fat Man
- Sook-Yin Lee	 …	Kwahng-Yi (como Sook Yin Lee)
- Maggie Moore	 …	Vizinho no treco de trailers
- Renate Options	 …	Travesti prostituta
- Taylor Abrahamse	 …	Singing Boy (uncredited)
- Thérèse DePrez	 …	Laundromat Customer (uncredited)
- Mary Krohnert	 …	Rabid Fan (uncredited)
- Shane Mackinnon	 …	HedHead (uncredited)
- Alan Mandell	 …	Patron at restaurant (uncredited)
- Eileen Murphy	 …	Singer (uncredited)
- Rosie O'Donnell	 …	Herself (uncredited)
- Mike Potter	 …	Renate Options Options - 2nd call girl (uncredited)
- Michael Stevens	 …	HedHead (uncredited)

## Canções
1. "Tear Me Down"
2. "The Origin of Love"
3. "Sugar Daddy"
4. "The Angry Inch"
5. "Wig in a Box"
6. "Wicked Little Town"
7. "The Long Grift" (excerpt only, full version on soundtrack)
8. "Nailed" (on soundtrack only)
9. "Freaks" (excerpt only, full version on soundtrack, with Girls Against Boys)
10. "In Your Arms Tonight"
11. "Hedwig's Lament"
12. "Exquisite Corpse"
13. "Wicked Little Town (Reprise)"
14. "Midnight Radio"

Para qa trilha sonora do filme foi gravado por John Cameron Mitchell (vocais principais), Stephen Trask, Miriam Shor, Bob Mould (of Hüsker Dü), Ted Liscinski, Perry L. James, Alexis Fleisig, and Eli Janney.
As musicas de Tommy Gnosis foram gravadas por Stephen Trask (vocais principais), Miriam Shor, Bob Mould, Ted Liscinski, Perry L. James, Scott McCloud, Eli Janney, Alexis Fleisig, and Johnny Temple.

## Premiações
- 2001 Berlin International Film Festival - Best Feature Film (Teddy Award)
- 2002 Golden Globes - nominated for Best Performance by an Actor in a Motion Picture - Musical or Comedy (John Cameron Mitchell)
- 2001 Sundance Film Festival - Audience Award (Dramatic); Directing Award (Dramatic) - John Cameron Mitchell; nominated for Grand Jury Prize
- 2001 National Board of Review, USA - Best Debut Director - John Cameron Mitchell
- 2001 Gotham Awards - Open Palm Award (Best Debut Director) - John Cameron Mitchell
- 2002 Independent Spirit Awards - nominated for Best Cinematography (Frank G. DeMarco), Best Director (John Cameron Mitchell), Best Feature, Best First Screenplay (John Cameron Mitchell), and Best Male Lead (John Cameron Mitchell)
- 2001 Los Angeles Film Critics Association Awards - New Generation Award - John Cameron Mitchell
- 2001 Deauville Film Festival - CineLive Award - John Cameron Mitchell; Critics Award - John Cameron Mitchell; Grand Special Prize - John Cameron Mitchell
- 2001 Gijon International Film Festival - Best Actor - John Cameron Mitchell
- 2001 Montreal Comedy Festival - Special Jury Prize
- 2001 Austin Gay & Lesbian International Film Festival - Best Feature
- 2001 Provincetown International Film Festival - Best Feature
- 2001 San Francisco International Film Festival - Audience Award for Best Narrative Feature
- 2001 San Francisco Lesbian & Gay Film Festival - Best First Feature - John Cameron Mitchell
- 2001 Seattle International Film Festival - Best Actor (John Cameron Mitchell)
- 2001 Stockholm International Film Festival - Honorable Mention
- 2002 Phoenix Film Critics Society Awards - Best Use of Previously Published or Recorded Music
- 2002 L.A. Outfest - Best Performance by an Actor in a Leading Role - John Cameron Mitchell, Best Performance by an Actress in a Supporting Role - Miriam Shor
- 2002 Florida Film Critics Circle Awards - Best Songs; Newcomer of the Year - John Cameron Mitchell
- 2002 Glitter Awards - Best Feature voted by U.S/International Gay Film Festivals and U.S. Gay Press
- 2002 GLAAD Media Awards - Outstanding Film (Limited Release)
- 2002 Chlotrudis Awards - Best Actor - John Cameron Mitchell